# Robert Copland

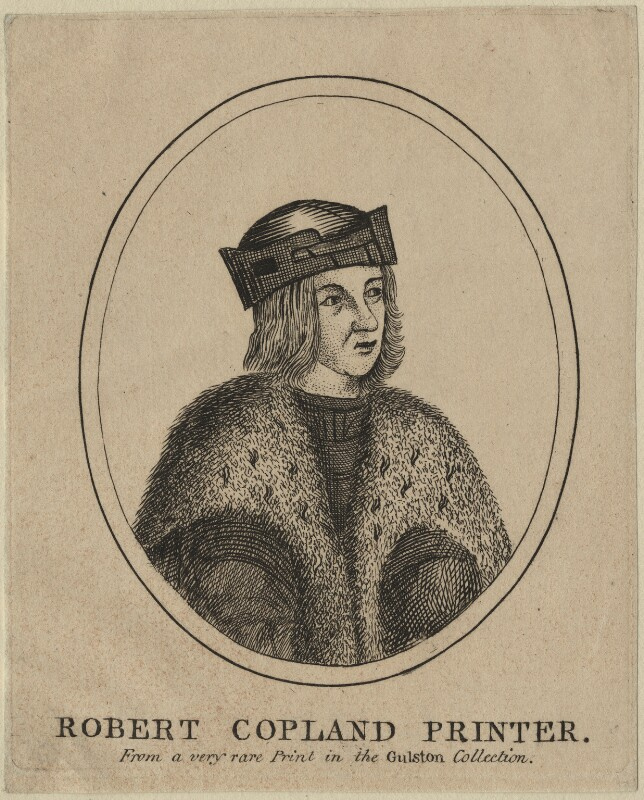
Robert Copland

Robert Copland (* 1515 in Westminster; † 1547 in London) war ein englischer Buchdrucker und Dichter.

## Leben
Möglicherweise war Copland ein Gehilfe William Caxtons – jedenfalls arbeitete er für Wynkyn de Worde. Er veröffentlichte einige Bücher und übersetzte französische Ritterromanzen. Sein bekanntestes Werk "Hye way to the Spyttal house" (1536) enthält eine Unzahl kurioser Informationen über Bettler und Landstreicher.